# 江川 (福岡県)
江川（えがわ）は、福岡県北九州市および遠賀郡芦屋町を流れる遠賀川水系の一級河川である。

## 概要
福岡県の河川整備計画（遠賀川下流右岸圏域河川（指定区間）の諸元）によると始点は遠賀川分派点（西側）、終点は洞海湾（東側）となっている。ただし、同河川整備計画では、江川は自然河道でありながら両端が河口となっている水源のない珍しい河川としている。感潮河川であり全区間で潮位の影響を受けている。
江戸時代、堀川が開削されるまでは、筑豊炭田で産出した石炭が「川ひらた」または「五平太船」と呼ばれる船で運搬されていた。
1995年度から2013年度まで、江川都市基盤河川改修事業が行なわれていた

## 支流
- 坂井川
- 宿ノ内川
- 新法寺川
- 払川

## 橋梁
- 浅川橋
- 江川大橋
- 栄橋
- 塩屋橋
- 汐分大橋
- 太閤橋
- 払川橋
- 向田橋

## 流域の主な施設
- イオン若松ショッピングセンター
- 北九州学術研究都市（区画整理）
- 福岡障害者職業能力開発校
- 八幡自動車学校